# Everything I Play Is Funky
Everything I Play Is Funky (англ. Всё, что я играю, кайфово) — студийный альбом американского джазового альт-саксофониста Лу Дональдсона, вышедший в 1970 году на Blue Note Records.

## Об альбоме
Альбом записан в составе секстета, включающего электрифицированные инструменты, за два студийных дня 22 августа 1969 года и 9 января 1970 года, причём трубачи и органисты в разные дни сменяли друг друга. Большинство композиций исполнены в танцевальных ритмах и по стилистике близки соул-джазу/джаз-фанку. Исключение составляет баллада «Over The Rainbow».

## Отзывы
По мнению Allmusic, «Everything I Play is Funky один из лучших образцов коммерчески доступного периода Лу Дональдсона, пришедшегося на конец 1960-х — начало 1970-х годов. И, что типично для данного стиля, грув (а не изобретательные импровизации) являются заметной чертой альбома».

## Чарты
Альбом достиг 11-го места в чарте Billboard's Best Selling Jazz LPs.

## Список композиций
| №  | Название                                      | Автор(ы)                         | Длительность |
| -- | --------------------------------------------- | -------------------------------- | ------------ |
| 1. | «Everything I Do Gon' Be Funky (From Now On)» | Allen Toussaint                  | 5:31         |
| 2. | «Hamp's Hump»                                 | Paul Hampton                     | 6:40         |
| 3. | «Over The Rainbow»                            | Harold Arlen, E.Y. "Yip" Harburg | 7:11         |
| 4. | «Donkey Walk»                                 | Lou Donaldson                    | 6:44         |
| 5. | «West Indian Daddy»                           | Lou Donaldson                    | 6:30         |
| 6. | «Minor Bash»                                  | Lou Donaldson                    | 6:15         |

Записано 22 августа 1969 года (4, 5) и 9 января 1970 года (1-3, 6).

## Участники
- Лу Дональдсон — альт-саксофон
- Блю Митчелл (Blue Mitchell) — труба [1, 2, 3, 6]
- Эдди Уильямс (Eddie Williams) — труба [4, 5]
- Мелвин Спаркс (Melvin Sparks) — гитара
- Доктор Лонни Смит (Dr. Lonnie Smith) — орган [1, 2, 3, 6]
- Чарльз Эрланд (Charles Earland) — орган [4, 5]
- Джимми Льюис (Jimmy Lewis) — бас-гитара
- Идрис Мохаммад (Idris Muhammad) — ударные

+
- Руди Ван Гелдер — звукоинженер
- Фрэнсис Вольф — продюсер